# Помптон-Лейкс (Нью-Джерсі)
Помптон-Лейкс (англ. Pompton Lakes) — місто (англ. borough) в США, в окрузі Пассаїк штату Нью-Джерсі. Населення — 11 127 осіб (2020).

## Географія
Помптон-Лейкс розташований за координатами 41°0′11″ пн. ш. 74°17′8″ зх. д. / 41.00306° пн. ш. 74.28556° зх. д. (41.003095, -74.285455).  За даними Бюро перепису населення США в 2010 році місто мало площу 8,27 км², з яких 7,55 км² — суходіл та 0,72 км² — водойми.

## Демографія
Згідно з переписом 2010 року, у селищі мешкало 11 097 осіб у 4190 домогосподарствах у складі 2933 родин. Було 4341 помешкання
Расовий склад населення:
| - 87,9 % — білих - 5,4 % — азіатів - 1,4 % — чорних або афроамериканців - 0,1 % — корінних американців - 3,4 % — осіб інших рас |

До двох чи більше рас належало 1,8 %. Частка іспаномовних становила 10,9 % від усіх жителів.
За віковим діапазоном населення розподілялося таким чином: 22,2 % — особи молодші 18 років, 65,1 % — особи у віці 18—64 років, 12,7 % — особи у віці 65 років та старші. Медіана віку мешканця становила 40,2 року. На 100 осіб жіночої статі у селищі припадало 93,9 чоловіків;  на 100 жінок у віці від 18 років та старших — 90,9 чоловіків також старших 18 років.
Середній дохід на одне домашнє господарство  становив 90 372 долари США (медіана — 87 004), а середній дохід на одну сім'ю — 105 405 доларів (медіана — 104 482). Медіана доходів становила 66 387 доларів для чоловіків та 47 096 доларів для жінок. За межею бідності перебувало 7,9 % осіб, у тому числі 11,2 % дітей у віці до 18 років та 8,7 % осіб у віці 65 років та старших.
Цивільне працевлаштоване населення становило 6247 осіб. Основні галузі зайнятості: освіта, охорона здоров'я та соціальна допомога — 25,2 %, мистецтво, розваги та відпочинок — 13,4 %, виробництво — 10,8 %, роздрібна торгівля — 9,7 %.